# Microterys curio
Microterys curio är en stekelart som beskrevs av Trjapitzin 1966. Microterys curio ingår i släktet Microterys och familjen sköldlussteklar.
Artens utbredningsområde är Finland. Inga underarter finns listade i Catalogue of Life.